# Irereo
Irereo Fáthach (le Sage). fils de Meilge Molbthach, est selon les légendes médiévales et la tradition pseudo-historique irlandaise un Ard ri Erenn.

## Règne
Irereo Fáthach prend le pouvoir après avoir tué son prédécesseur, Óengus Ollom, il règne 7 ou 10 ans jusqu'à ce qu'il soit tué en Ulster par  Fer Corb, fils de Mog Corb. Le trône sera occupé plus tard par son fils Connla Cáem.
Le Lebor Gabála Érenn synchronise son règne avec celui de Ptolémée III Evergète en Égypte Ptolémaïque  (246-222 av. J.-C. La chronologie de Geoffrey Keating Foras Feasa ar Éirinn attribue comme dates à son règne de 337 à 330 av. J.-C. les Annales des quatre maîtres de 481 à 474 av. J.-C..

## Source
- (en) Cet article est partiellement ou en totalité issu de l’article de Wikipédia en anglais intitulé « Irereo » (voir la liste des auteurs), édition du 31 mars 2012.